# Pohyonsa

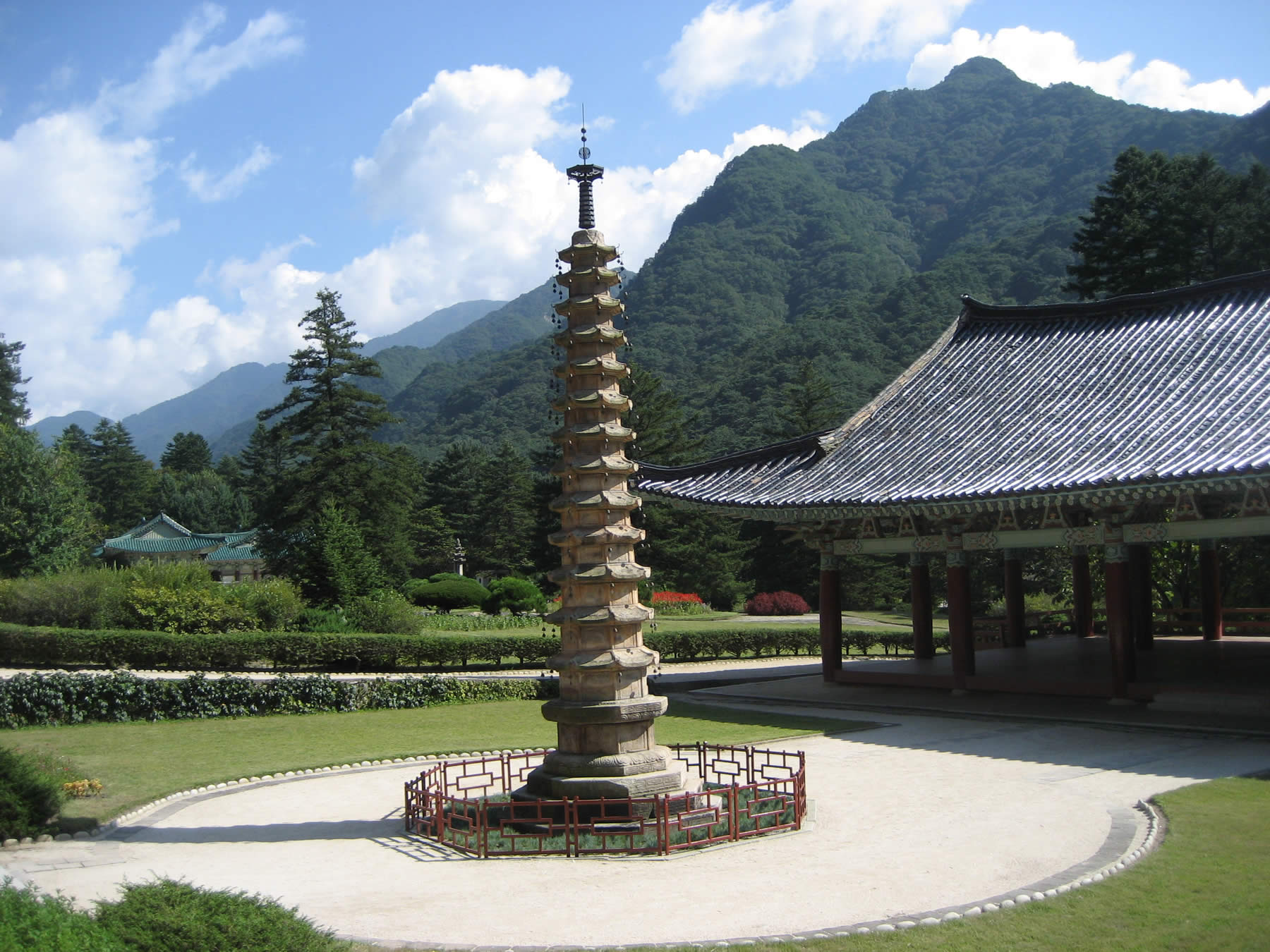
La pagode Sokka dans le temple de Pohyon à l'entrée de la vallée de la Sangwon.

Le temple de Pohyon (coréen : Pohyonsa, hangeul : 보현사, hanja : 普賢寺) est un temple bouddhiste situé dans les montagnes Myohyang à Hyangsan dans la province de Pyongan du Nord. Il a été désigné comme trésor national n° 40 de la Corée du Nord. Fondé sous la dynastie Goryeo au début du XIe siècle, il devint un des plus grands centres du bouddhisme du nord de la Corée est un important lieu de pèlerinage. Comme bien d'autres temples du pays, il a fortement été endommagé par les bombardements américains durant la guerre de Corée.

## Histoire
Le temple a été fondé en 1024. Il est nommé en l'honneur de la déité Samantabhadra (Poyon Posal en coréen). Pendant la guerre Imjin, lorsque le chef de guerre Toyotomi Hideyoshi, le temple devint une base pour les moines combattant conduit par le maître Seosan. À l'âge de 73 ans, il conduisait les bandes qui attaquaient les japonais et il aida même à reconquérir Pyongyang. Il mourut dans ce temple en 1604. Pendant la guerre, le temple fut chargé de la protection de la copie de Jeonju des annales de la dynastie Joseon. Elle a été conservée à proximité dans l'ermitage de Puryong. Cette copie fut la seule qui traversa la guerre. 
En 1951, au début de la guerre de Corée, le temple a été bombardé par les forces américaines. La moitié des bâtiments furent détruits, dont le bâtiment principal. Depuis, plusieurs d'entre eux ont été reconstruits.

## Composition

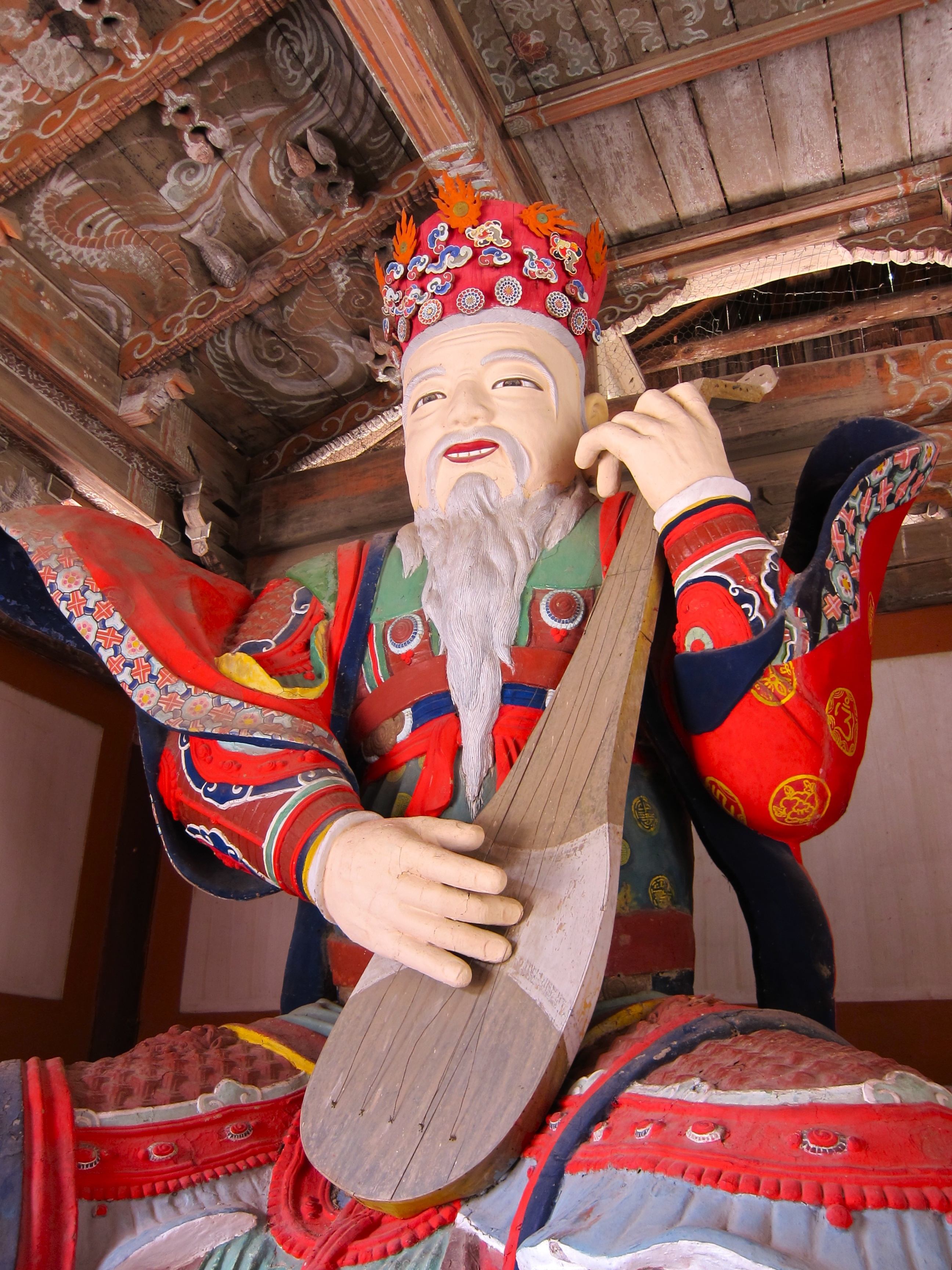
La statue d'un roi céleste jouant du pipa.

Le temple de Pohyon s'étend sur une surface très étendue. Le centre du complexe est occupé par une vaste prairie entourée de halles et de sanctuaires. La plupart des bâtiments importants se trouvent sur un axe centré sur la halle Taeung. 
Initialement, les visiteurs entraient dans le temple par une série de trois portes de cérémonie. La porte extérieure, la porte Jogye a été construite en 1644 et abrite les statues de Deva, elle est actuellement fermée à la circulation. Un long chemin bordé d'arbres et de stèles commémoratives mènent de cette porte jusqu'à la deuxième porte, celle du nirvana (Haetal). La troisième porte, la porte des quatre rois célestes (Chonwang), abrite les statues de ces quatre divinités.
Le pavillon Manse (le pavillon des 10 000 années) se trouve juste derrière la porte Chonwang. C'était une salle de méditation en bois. Après avoir été détruit en 1951, il a été reconstruit en béton en 1979. La pagode Tabo, la pagode des trésors, composée de neuf étages, érigée en 1044 et désignée comme trésor national n° 7 se trouve juste devant ce pavillon.
La salle principale, la halle Taeung, a été aussi détruite lors de la guerre de Corée et a été reconstruite en 1976 conformément à l'original de 1765. La pagode Sokka à treize niveaux, trésor national n° 144 datant du XIVe siècle se trouve dans la cour entre la halle Taeung et le pavillon Manse. 
Nommée d'après le bodhisattva Avalokitesvara, la halle Kwanum se trouve sur la droite derrière un petit jardin. Elle a été construite en 1449 et a été recensée comme trésor n° 57. 
Le sanctuaire Suchung, le sanctuaire de la loyauté récompensante, trésor n° 143, est situé à l'extrémité nord-est du complexe. Construit en 1794, il commémore les groupes de moines combattants qui avaient repoussé les japonais lors des invasions de 1592-1598. Il abrite une galerie de portraits et les reliques de trois moines et une stèle rapportant les actions de Seosan. 
Le pavillon Changgyong  se trouve au sud de ce sanctuaire. C'est une structure moderne abritant les archives car l'ex-librairie a été détruite par les bombardements de 1951. Actuellement, elle accueille une copie de la Tripitaka Koreana, un ensemble de planches d'impression du XIVe siècle dont l'original se trouve dans le temple de Haeinsa.